# Гръмотевичните котки: Тътен!
„Гръмотевичните котки: Тътен!“ (на английски: ThunderCats Roar) е американски анимационен сериал, разработен от Виктор Кортрайт и Марли Халпърн-Грейсър за „Картун Нетуърк“. Продуциран от „Уорнър Брос Анимейшън“, премиерата му е на 22 февруари 2020 г. Той е третият сериал от поредицата „Гръмотевичните котки“ след оригиналния сериал и вторият сериал през 2011 г. Това е единственото самостоятелно творчество на Джулс Бас без партньора си Артър Ренкин младши, който почина на 30 януари 2014 г. Последният му епизод е на 5 декември след един сезон. След смъртта на Джулс Бас на 25 октомври 2022 г., това остава неговия последен телевизионен проект.

## В България
В България сериалът започва излъчване на 11 май 2020 г. по локалната версия на „Картун Нетуърк“.